# خط منسوب (رياضيات)

يوضح الجزء السفلي من الرسم البياني بعض خطوط الكنتور مع خط مستقيم يمر عبر موقع القيمة القصوى. ويمثل المنحنى الموجود في الأعلى القيم الموجودة على هذا الخط المستقيم.

رسم بياني كفافي ثنائي الأبعاد

خط المنسوب (في المسح) أو خط الكفاف (في الطب) أو خطوط الرُّهَاء أو الخَطّ الكفافي أو خط المناسيب لدالة رياضية ذات متغيرين هو منحنى يكون عليه قيمة ثابتة للدالة. وفي علم الخرائط، يربط خط الكنتور (الذي يسمى غالبًا "كنتور") نقاط ذات ارتفاع متساوي فوق مستوى معين، مثل مستوى سطح البحر. وتعد الخريطة الكنتورية هي خريطة توضح الخطوط الكنتورية، على سبيل المثال، الخريطة الطبوغرافية والتي توضح بالتالي الوديان والتلال وشدة انحدار المنحدرات. كما تعد المسافة الكنتورية للخريطة الكنتورية هي الفارق في الارتفاع بين الخطوط الكنتورية المتعاقبة.
وبشكل أعم، خط الكنتور لدالة ذات متغيرين هو منحنى يربط نقطتين لهما نفس القيمة المحددة على الدالة. ودائمًا ما يكون تدرج الدالة عموديًا على الخطوط الكنتورية. وعندما تكون الخطوط قريبة من بعضها البعض يكون مقدار الانحدار كبيرًا أي يكون التغيير شديد الانحدار. مجموعة المستوى هي تعميم لخط الكنتور للدوال ذات أي عدد من المتغيرات.
وتكون الخطوط الكنتورية منحنية أو مستقيمة على الـخريطة واصفة تقاطع السطح الحقيقي أو الافتراضي مع سطح مستو أفقي أو أكثر. ويسمح تكوين هذه الخطوط الكنتورية لقارئي الخرائط باستنتاج التدرج النسبي للوسيط الهندسي وتقدير هذا الوسيط في أماكن محددة. ويمكن تتبع الخطوط الكنتورية إما على نموذج مرئي ثلاثي الأبعاد للـسطح، كما هو الحال عندما يعرض أخصائي المساحة والخرائط الجغرافية خطوط كنتورية لارتفاع قطع أراضي مجسمة الشكل، أو محرفة من ارتفاعات مقدرة للسطح، مثلما يضع برنامج الكمبيوتر خطوط كنتورية عبر شبكة من نقاط المراقبة للمراكز الوسطى للمنطقة. وفي الحالة الأخيرة، تؤثر طريقة الـاستيفاء على دقة خطوط التساوي وتصويرها للـانحدارات والحفر والقمم.

## الفترة الكنتورية

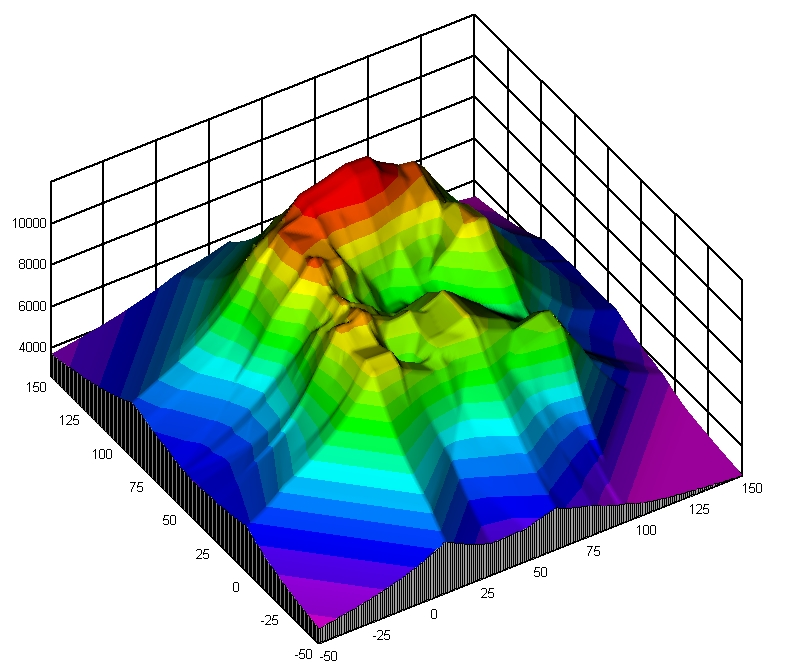
رسم بياني كفافي ثلاثي الأبعاد

تعتمد الفترة الكنتورية المختارة على:
1. نوع المشروع المعني، على سبيل المثال، يتطلب رسم مهبط للطائرات على فاصل زمني كنتوري صغير للغاية
2. نوع التضاريس، مسطحة أو متموجة
3. التكلفة، كلما زادت الفواصل الزمنية زادت كمية البيانات الميدانية المطلوبة، مما يؤدي إلى زيادة النفقة

## استخدامات خطوط الكنتور في الهندسة
1. عمل المقاطع الطولية والمقاطع العرضية للتحقق المبدأيمن ارتفاعات وانخفاضات الأرض
2. حساب الأحجام
3. تحديد حدود السدود، والطرق، والسكك الحديدية، والأنفاق، وما إلى ذلك
4. تحديد مناطق الصرف وقياسها
5. إذا كانت الأرض مسطحة بشكل معقول، يمكن استخدام المستوى البصري  للاستعمالات الكنتورية المباشرة أو غير المباشرة

## طرق رسم خارطة الكنتور
لرسم خريطة كنتورية يجب اتباع الخطوات التالية:
1. تنفيذ ميزانية شبكية للمنطقة المراد إنشاء خريطة كنتورية لها
2. توقيع مناسيب النقط على الخريطة
3. توقيع خطوط الكنتور على الخارطة الكنتورية

## الخصائص
عادة ما تكون الخطوط الكنتورية مفهومة لدى المهندسين جيدا، لذاسيتم طرح الخصائص الأكثر أهمية هنا:
1. خطوط الكنتور تكون عمودية على اتجاه الميلان الأعلى
2. يشير الانفصال بين خطوط الكنتور إلى انحدار الأرض، فإن كانت المسافات قريبة فهذا يشير إلى وجود منحدر شديد وإذا تباعدت فهذا يشير إلى وجود منحدر خفيف
3. تدل خطوط الكنتورغيرالمنتظمة بشكل كبيرعلى وجود الوعورة الجبلية في كثير من الأحيان

## وصلات خارجية
- Forthright's Phrontistery